# شويكي
شويكي (الاسم العلمي: Acanthion)، جُنيس من القوارض يتبع جنس الشيهم وفصيلة شيهم العالم القديم. يضم نوعين، شيهم سوندي وشيهم ملايو.